# Operación Kutúzov
La operación Kutúzov fue una operación militar planificada y desencadenada por el Ejército Rojo contra la Wehrmacht alemana durante la Segunda Guerra Mundial. Nombrada así en honor del general Mijaíl Kutúzov, que se había distinguido por sus victorias durante la invasión napoleónica de Rusia en 1812, se desarrolló a la vez que la operación Ciudadela alemana, centrada en Kursk, ya que uno de sus objetivos era desviar recursos alemanes de ese frente. Además del Frente Occidental soviético, intervinieron el Frente de Briansk y el Frente del Centro, que debían neutralizar las fuerzas alemanas ubicadas en el saliente de Orel; estas, numéricamente inferiores, estaban formadas por el 2.º Ejército Panzer (Heinrich Clößnery y, luego, Walther Model) y el 9° Ejército alemanes (Model). 

## Desarrollo
Para neutralizar a las fuerzas alemanas ubicadas en el saliente de Oriol, que estaban formadas por el 2.º Ejército Panzer (Heinrich Clößnery y, luego, Walther Model) y el 9° Ejército alemanes (Model). el Frente Occidental soviético contaba con el Frente de Briansk y el Frente del Centro. 
La operación se inició el 12 de julio de 1943 y concluyó el 18 de agosto. Debido a que la mayoría de las fuerzas alemanas del Grupo de Ejércitos Centro estaban luchando en la batalla de Kursk, el saliente de Oriol empezó a ser rebajado con rapidez, por lo que hubo que desplazar unidades de Kursk a Oriol, lo que debilitó a la ya de por sí reducida efectividad de la operación Ciudadela.
El ataque al norte del saliente, ejecutado por el Frente Oriental, fue liderado por el 11.º Ejército de Guardias, bajo el mando del Teniente General Iván Bagramián apoyado inicialmente por dos cuerpos de tanques, el I y el V. La ofensiva soviética encontró poca resistencia alemana alrededor de Uliánovo, ya que 6 divisiones de rifles fueron concentradas contra dos regimientos de infantería a lo largo de un frente de 16 kilómetros, siendo rebasados los defensores en la tarde del primer día. La 5.ª División Panzer intentó retrasar la penetración el 13 de julio, pero fue superada numéricamente y tuvo que retroceder.
Los ataques iniciales del Frente de Briansk fueron menos exitosos, ya que el terreno era más abierto y los alemanes estaban más preparados y en alerta. No obstante, aunque los rusos continuaron enviado unidades de refresco, varias divisiones panzer recién llegadas del norte de Kursk les hicieron frente.
Los rusos reiniciaron la ofensiva de nuevo y, esta vez, el flanco derecho del 11.º Ejército de Guardias fue protegido por el 50.º ejército. Desde Bóljov, varias unidades blindadas acudieron para vencer la resistencia alemana en el frente de Briansk. En el sur, el Frente del Centro no había descansado desde el inicio de la batalla de Kursk. Por su parte, los partisanos desempeñaron un papel importante en la batalla al sabotear durante la noche cientos de tramos de las líneas ferroviarias alemanas. En este punto, el 4.º Ejército de Tanques acudió a ayudar al exhausto 11.º Ejército al norte del saliente aprovechando la brecha abierta por estos últimos. Así, los alemanes tuvieron que emplearse a fondo en la defensa y sufrieron numerosas bajas, ya que las unidades que luchaban en Oriol corrían el riesgo de ser aisladas. En este momento, el 3.er ejército de carros de la Guardia se dirigió directamente hacia Oriol desde el frente de Briansk para presionar a los defensores.
Hacia finales de julio, el avance soviético había logrado progresos significativos en el corredor formado por el 11.º ejército, aunque a costa de numerosas bajas. El 20 de julio, Hitler prohibió tajantemente la retirada; pero al aproximarse los rusos a Karáchev, ubicada entre Briansk y Oriol, se revocó la prohibición, ya que si caía este nudo ferroviario, los defensores alemanes quedarían atrapados y sin provisiones.

## Consecuencias
El éxito del Ejército Rojo al suprimir el saliente de Oriol equilibró la balanza en el desenlace de la batalla de Kursk, precipitó la liberación de Smolensk, contribuyó de forma notable al desmoronamiento del frente oriental en 1944 y, sobre todo, arrebató definitivamente al ejército alemán la iniciativa estratégica.